# 蔡厚示
蔡厚示（1928年5月—2019年2月22日），字佛生，笔名艾特，男，江西南昌人，中国诗人、文学理论家、曾任中华诗词学会副会长、顾问。